# セサル・ロドリゲス・アルバレス
セサル・ロドリゲス・アルバレス（César Rodríguez Álvarez、1920年6月29日 - 1995年）はスペイン・レオン出身のサッカー選手。元スペイン代表である。ポジションはFW。
リーガ・エスパニョーラでは226得点を記録している。

## 経歴

### 選手時代
レオンのクラブでユース時代を過ごした後、1939年にFCバルセロナに加入した。レンタル先のグラナダCFで1部昇格を果たし、1941-42シーズンにプリメーラ・ディビシオンデビューした。彼だけで6得点を奪って勝利したCDカステリョン戦などもあり、得点王争いでは2位につけた。1942-43シーズンにバルセロナに戻り、1944-45シーズンにはリーグ優勝した。バルセロナ時代の同僚にはアントニ・ラマレッツやエスタニスラオ・バソラやラディスラオ・クバラなどがいた。1948-49シーズンは28得点し、ピチーチ賞のタイトルを手に入れた。1951年のコパ・デル・レイ決勝のレアル・ソシエダ戦では彼の2得点が優勝を決めた。1951-52シーズンのバルセロナは、1シーズンだけで5つのトロフィーを獲得した。コパ・デル・レイの決勝のバレンシアCF戦、ラテン・カップ決勝のOGCニース戦と、彼は大舞台でよく得点した。結局バルセロナでは5度のリーグタイトルと2度のコパ・デル・レイ優勝を果たした。
バルセロナを離れてからは、CD LeonesaやPerpignan FCを経てエルチェCFに在籍した。テルセーラ・ディビシオン(当時3部)に所属していたクラブを、3シーズンでプリメーラ・ディビシオン(1部)に引き揚げた。選手生活最後のシーズンは監督を兼任した。

### 代表
1945年から1952年まで、スペイン代表として12試合に出場し、6得点した。1945年3月11日のポルトガル代表戦で初出場し、初得点も決めた。1950年にはブラジルW杯に出場した。
1943年から1954年まで、カタルーニャ選抜として10試合に出場し、5得点した。1947年10月19日に行われたカタルーニャ選抜とスペイン代表の試合ではカタルーニャ選抜で出場し、彼の2得点もあって3-1で勝利している。

### 指導者時代
エルチェCFで選手兼任監督で1年過ごした後、レアル・サラゴサの監督に就任した。1960-61シーズンは3位に導き、1961-62、1962-63シーズンはそれぞれ4位と5位で終えた。1963年のコパ・デル・レイではFCバルセロナに次いで準優勝した。翌シーズンに就任したバルセロナでは、85試合を率いただけで成功しなかった。

## タイトル

### 選手時代
- FCバルセロナ

ピチーチ賞 1949
リーグ 1945, 1948, 1949, 1952, 1953
コパ・デル・レイ 1951, 1952
ラテン・カップ 1949, 1952
スーペルコパ・デ・エスパーニャ 1945, 1948, 1952, 1953
- グラナダCF

セグンダ・ディビシオン 1941
- エルチェCF

セグンダ・ディビシオン 1959

### 監督時代
エルチェCF
- セグンダ・ディビシオン : 1回 (1958-59)

RCDマヨルカ
- セグンダ・ディビシオン : 1回 (1964-65)